# Aéroport de Dawson City
L'aéroport de Dawson City (code AITA : YDA • code OACI : CYDA) est un aéroport situé à 15 kilomètres à l'est de la ville de Dawson City, dans le Yukon, au Canada.

## Installations
L'aéroport dispose d'une piste de gravier de 1 526 mètres (5 007 pieds) orientée sud-ouest nord-est (01/19), et d'une aérogare. L'aéroport étant considéré par la Nav Canada comme un aéroport d'entrée, celui-ci est doté de l'Agence des services frontaliers du Canada (ASFC).

## Compagnies aériennes et destinations
| Compagnies      | Destinations                                                   |
| --------------- | -------------------------------------------------------------- |
| Air North       | Inuvik, Old Crow, Whitehorse (E. Nielsen) En saison: Fairbanks |
| Great River Air | Charter sur demande                                            |

Édité le 08/03/2018